# زمین‌لرزه ۱۹۲۲ قاهره
زمین‌لرزه قاهره  در تاریخ ۱۲ اکتبر ۱۹۹۲ میلادی، برابر با ‎۲۰ مهر ۱۳۷۱، ساعت ۱۳:۰۹:۵۵ به زمان یوتی‌سی در مصر ، منطقه قاهره رخ داد. ژرفای این زلزله ۲۳٫۴ کیلومتر بود، و بزرگی آن ۵٫۸ در مقیاس Mw اعلام شده‌است. زمین‌لرزه به وقت محلی در روز دوشنبه، ساعت ۱۵ روی داده و منطقه زمانی آن یوتی‌سی +۲ بوده‌است (با لحاظ تغییر ساعت تابستانی).
سازمان زمین‌شناسی آمریکا نیز رومرکز این زمین‌لرزه را در مختصات ۲۹°۴۶′۴۱″شمالی ۳۱°۰۸′۳۸″شرقی / ۲۹٫۷۷۸°شمالی ۳۱٫۱۴۴°شرقی و ژرفای آنرا در ۲۱ کیلومتر گزارش کرده‌است. بزرگی برگزیدهٔ این سازمان از میان بزرگان محاسبه‌شدهٔ مختلف ۵٫۸ در مقیاس Mw بوده و از دید اثر، در میان چهار دسته‌بندی «نامحسوس»، «محسوس»، «زیان‌آور» یا «با تلفات»، زلزله را «با تلفات» اعلام کرده‌است.
پروژهٔ «تنسور گشتاور مرکزوار» زاویه‌های (راستا، شیب، ریک) گسل سازندهٔ زمین‌لرزه و صفحه عمود بر آنرا (°۱۳۶، °۴۲، °۷۵-) یا (°۲۹۷، °۴۹، °۱۰۳-) و نوع گسل را «عادی» فرارسانده‌است.
شمار کشتگان زلزله حدود ۵۵۲ نفر بوده‌است. تعداد زخمیان ۹۹۲۹ نفر برآورده شده‌است. بی‌خانمان شدگان نیز ۲۵۰۲۰ نفر اعلام شده‌است.